# Зуяково
Зуя́ково (рос. Зуяково, башк. Зөйәк) — село у складі Бєлорєцького району Башкортостану, Росія. Адміністративний центр Зуяковської сільської ради.
Населення — 849 осіб (2010; 858 в 2002).
Національний склад:
- башкири — 93%

## Видатні уродженці
- Мухаметдінова Сагіда Хашимівна — Герой Соціалістичної Праці.